# Can Casals (Sant Andreu de Llavaneres)
Can Casals, o Can Plantí, és una masia del municipi de Sant Andreu de Llavaneres (Maresme) inclosa en l'Inventari del Patrimoni Arquitectònic de Catalunya.

## Descripció

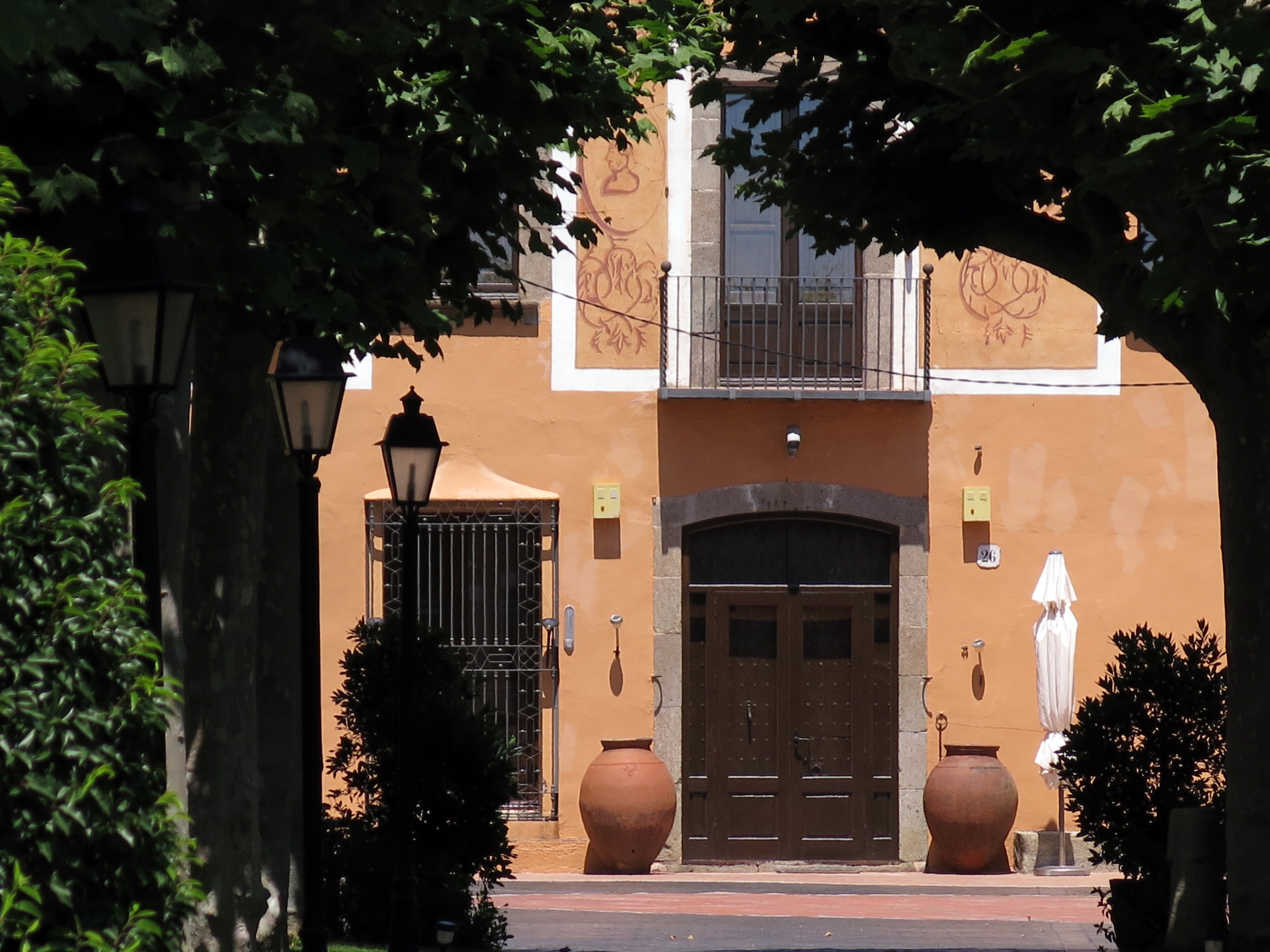
Detall de la façana

Masia de tres cossos amb baixos, pis i golfes i un cos adossat amb baixos i pis. L'estructura de teulades és a quatre vessants.
A la façana principal hi ha una portalada en arc de mig punt molt rebaixat, de pedra granítica, i un balcó a la part superior. A banda i banda, hi ha finestres allindanades. Al costat del balcó hi ha un rellotge de sol.
A la part del darrere és on hi ha la zona més antiga de la casa, que és un celler de dos cossos separats per dues arcades de pedra suportades al mig per una columna de forma octagonal. Aquesta part correspon a una construcció del segle xvi amb teulada a dos vessants.
Al segle xix s'hi va afegir una galeria de dues arcades. També en aquesta època es va decorar la façana principal amb esgrafiats de requadres, franges i elements decoratius al centre, d'estil romàntic.

## Història
Aquesta masia és situada molt a prop de Can Tries, de la qual finca i terres havien format part. Can Casals va construir-se al segle xvii, al costat d'un celler del segle xvi. El segle xviii la família Trias la va vendre.